# Mispila dotata
Mispila dotata är en skalbaggsart som först beskrevs av Francis Polkinghorne Pascoe 1864.  Mispila dotata ingår i släktet Mispila och familjen långhorningar. Inga underarter finns listade i Catalogue of Life.